# 11 Samodzielny Pułk Kawalerii
11 samodzielny pułk kawalerii – oddział kawalerii Sił Zbrojnych ZSRR i Federacji Rosyjskiej. Jednostka Wojskowa nr 55605. 

## Historia
Powstanie pułku było inicjatywą reżysera Siergieja Bondarczuka i związane było z produkcją filmu „Wojna i Pokój”, do którego potrzebna była duża ilość koni i wykwalifikowanych statystów. Reżyser zwrócił się w tym celu do Komitetu Centralnego KPZR, który przyjął inicjatywę pozytywnie.  
Zgodnie z dyrektywą Dowódcy Wojsk Lądowych SZ ZSRR nr UUSW/2/290077 z 1 listopada 1962 roku  w terminie 16-23 listopada 1962 roku z baterii artylerii górskiej Zakaukaskiego, Turkiestańskiego i Przykarpackiego Okręgu Wojskowego sformowano samodzielny dywizjon kawalerii. Miejscem stałej dyslokacji dywizjonu było Mukaczewo. 19 sierpnia 1964 roku dywizjon przemianowano na 1 dywizjon kawalerii, a 1 listopada tego samego roku rozbudowano do stanu pułku, formując 11 samodzielny pułk kawalerii. W latach 1963–65 jednostka wielokrotnie zmieniała miejsce dyslokacji, ostatecznie w 1965 roku dyslokowano ją w m. Kalininiec w obwodzie moskiewskim. 10 listopada 1967 roku pułkowi wręczono sztandar. Pod tą nazwą pułk przetrwał do roku 1998, kiedy zgodnie z postanowieniem Rządu Federacji Rosyjskiej nr 978-39 z dnia 19 sierpnia 1998 roku oraz Rozkazem Ministra Obrony FR  nr 061 z dnia 23 września 1998 roku przemianowano go na 11 samodzielny Kozacki pułk kawalerii. Czasy Pieriestrojki spowodowały dziesięciokrotną redukcję jednostki, która na początku lat 90. liczyła 457 żołnierzy i 124 konie. 
Jednostka wyróżniała się tym, iż finansowana była nie przez Ministerstwo Obrony ZSRR, a przez studio filmowe „Mosfilm”. W latach 90. finansowanie pułku przejęły Ministerstwo Obrony oraz Ministerstwo Kultury FR. 
Pułk rozformowany został w 2002 roku. Infrastrukturę, konie i personel przejęła Federalna Służba Ochrony, formując 2 września 2002 roku Kawaleryjską Eskortę Honorową w składzie Pułku Prezydenckiego.

## Zadania
Głównym zadaniem jednostki było uczestnictwo w produkcjach kinowych realizowanych przez przemysł filmowy Związku Radzieckiego poprzez dostarczanie zarówno koni, jak i wykwalifikowanej kadry statystów i kaskaderów. 
Oprócz zadań filmowych pułk był, obok drugiej powojennej jednostki kawalerii Armii Radzieckiej – samodzielnego dywizjonu konnego CSKA – ośrodkiem szkolącym kadry dla potrzeb sportu konnego. 
Jednostka realizowała ponadto zadania ogólnowojskowe jako pododdział rozpoznawczy i przeciwdywersyjny. Brała także udział w defiladach na Placu Czerwonym w latach 1967 i 1987.

## Dowódcy
- ppłk S. A. Safarow (1962–)[5]
- płk Paweł Romanienkow (–1971);
- płk Michaił Bariło (1971–1987);
- płk Alim Mułłow (1987–1992);
- płk Aleksandr Gierasimienko (1992–2002).

## Udział w filmach
Żołnierze pułku brali udział w produkcji takich filmów jak:
- Wojna i Pokój (1967);
- Waterloo (1970);
- Białe słońce pustyni (1970);
- Bitwa o Moskwę (1985);
- Piotr Wielki (1985);
- Cichy Don (1991);
- Cyrulik syberyjski (1998).